# Gerla (Szlovákia)
Gerla (1899-ig Gerlachó, szlovákul: Gerlachov) község Szlovákiában, az Eperjesi kerület Bártfai járásában.

## Fekvése
Bártfától 14 km-re nyugatra, a Tapoly bal partján fekszik.

## Története
1344-ben említik először „Gerlachwagasa” néven. 1357-ben „Gerlakvagasa”, „Gerlakfalua” néven említik. 1427-ben a falunak 25 portája volt. 1787-ben 50 házát 325-en lakták.
A 18. század végén Vályi András így ír róla: „GERLAKÓ. Gerlsdorf. Tót falu Sáros Vármegyében, lakosai katolikusok, fekszik a’ Zombori járásban, Topoly vize mellett, Maltzotól nem meszsze, Lengyel Országnak szélénél, ámbár határjának egy része alább való, de két része jó, réttye, legelője, fája elég, piatzozása sem meszsze, második Osztálybéli.”
1828-ban 76 háza és 588 lakosa volt, akik mezőgazdaságból, pásztorkodásból és erdei munkákból éltek.
Fényes Elek 1851-ben kiadott geográfiai szótárában így ír a faluról: „Gerlachó, orosz falu, Sáros vmegyében, Bártfához nyugotra 1 1/2 mfld: 75 romai, 451 görög kath., 43 zsidó lak. Görög szentegyház. Savanyúviz. Szép fenyves. Fürészmalmok. F. u. Kapy.”
A 19. század végén az Anhalt család birtokolta a falut. A trianoni diktátum előtt Sáros vármegye Bártfai járásához tartozott.

## Népessége
| Év:            | 1994. | 2004.    | 2014.   | 2024.   |
| -------------- | ----- | -------- | ------- | ------- |
| Emberek száma: | 922   | 1020     | 1042    | 1055    |
| Eltérés:       |       | +10,62 % | +2,15 % | +1,24 % |

| Év:            | 2023. | 2024.   |
| -------------- | ----- | ------- |
| Emberek száma: | 1050  | 1055    |
| Eltérés:       |       | +0,47 % |

1910-ben 407, túlnyomórészt ruszin lakosa volt.
2001-ben 781 lakosából 747 szlovák volt.
2011-ben 1038 lakosából 773 szlovák és 112 ruszin.

## Nevezetességei
- Mihály arkangyal tiszteletére szentelt görögkatolikus temploma 1844-ben épült.
- A Szentcsalád tiszteletére szentelt katolikus kápolnája 1863-ban épült.